# Steyr-Daimler-Puch
Steyr-Daimler-Puch (Штайр-Даймлер-Пух) — з 1864 року австрійський виробник вогнепальної зброї, військової техніки, автомобілів, велосипедів, мотоциклів та літаків зі штаб-квартирою у місті Штайр. У проміжку між 1987 та 2001 роками компанія поступово була розділена на декілька частин, що належать різним власникам та продовжують діяльність під новими назвами.

## Заснування компанії Steyr
У 1864 році брати Йозеф і Франц Верндлі створили збройову компанію Josef und Franz Werndl & Comp., Waffenfabrik und Sägemühl, вони були синами зброяра Леопольда Верндла. Через 5 років Йозеф і Франц роблять свій сімейний бізнес акціонерним товариством і перейменовують фірму в Oesterreichische Waffenfabriks-Gesellschaft. Незабаром вони прославилися своїми якісними гвинтівками, у 1894 році почали виробляти велосипеди під маркою Waffenrad.

## Початок виробництва автомобілів

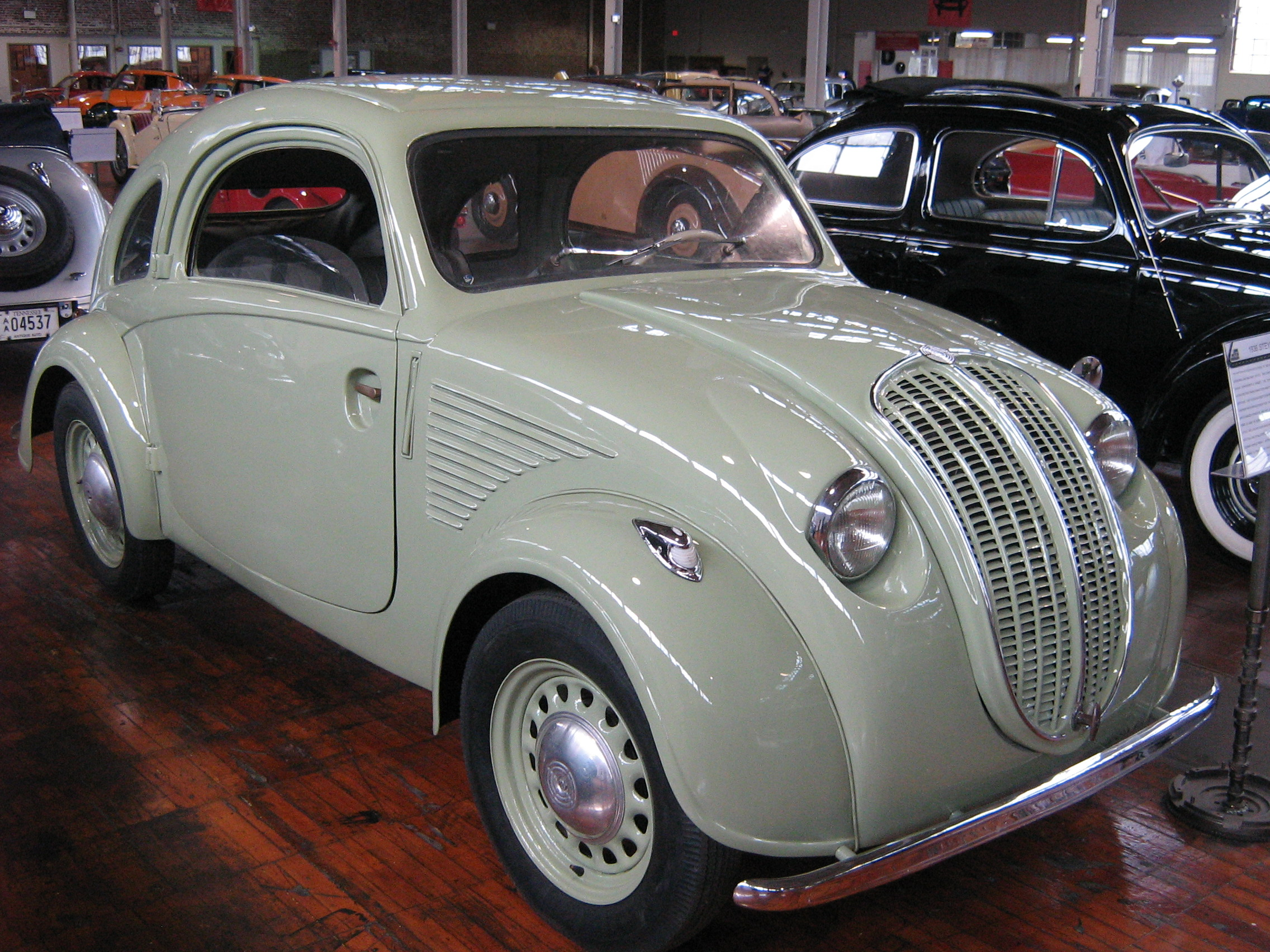
Steyr 50

Фірма так і займалася виробництвом гвинтівок, боєприпасів і т. д. до 1915 року, коли вже йшла Перша світова війна. Керівництво розуміло: коли війна скінчиться, попит на озброєння впаде, а одними велосипедами ситий не будеш. Тому брати вирішують зайнятися виробництвом автомобілів. Вибір падає на 38-річного інженера Ганса Ледвінку, який працював у фірмі Nesselsdorfer-Wagenbau (майбутня «Татра»).

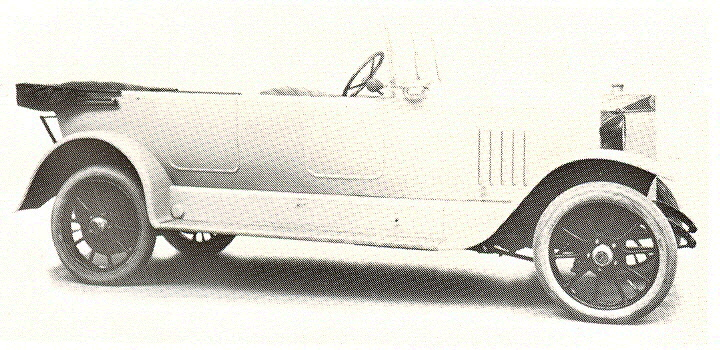
Steyr II 12/40PS

Він конструює Steyr I з рядною 6-кою під капотом, однак машину не вдалося запустити в серію, і першим серійним автомобілем фірми став Steyr II. Це був подальший розвиток конструкції прототипу, машина мала той же 6-циліндровий мотор об'ємом 3.3 л і потужністю 40 сил. Автомобіль, який через його збройове походження називали «Waffenauto» («збройове авто»), мав характерну решітку радіатора, яка нагадувала решітки гоночних довоєнних «Мерседесів». Цей міцно збитий, не найпотужніший автомобіль міг розігнатися до 100 км/год.
У 1921 році Ледвінка вирішує розширити модельний ряд 4-циліндровою, більш дешевою моделлю, яка отримала назву Steyr IV 6/20PS, з мотором об'ємом 1.8 л і потужністю 20 сил; пізніше з'явилася версія 7/23PS з 2-літровим мотором. Ця машина, так само як і її більш крупний брат, комплектувалася 4-ступінчастою коробкою передач, що була єдиним цілим з блоком мотора. Машина була здатна розганятися до 80 км/год.

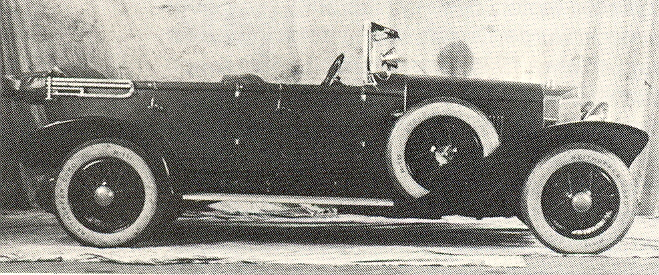
Steyr VI Klausen Sport 19/145PS Torpedo

У 1922 році, бажаючи закріпити успіх моделі II, Ледвінка будує спортивні укорочені варіанти, які успішно виступають на заходах, машина отримала назву VI 12/60PS, вона мала той же 3.3 л мотор, але доведений до 60 сил. Невдовзі з'являється ще більш потужний варіант з мотором 4.9 л, який розвиває аж 145 сил. Машина отримала індекс VI Klausen Sport 19/145PS. Ці автомобілі стали здобувати призові місця на трасах Тарга Флоріо, Клаусенпасс, Мугело, Авус та інших, де вони виступали. Це були дуже красиві автомобілі для свого часу.
Загалом випустили 85 слабких версій і 60 топових.
У цей же час Ледвінка хоче запустити в серію малолітражку з 2-циліндровим мотором повітряного охолодження, з хребтовою рамою, незалежною підвіскою, яка повинна була стати доступною біднішим верствам населення, але керівництво фірми вважає, що фірма має зосередитися на дорогих автомобілях, як мінімум 4-циліндрових, які повинні скласти конкуренцію «Мерседесам». Між Ледвінкою і директорами відбувається конфлікт, і Ледвінка йде до свого колишнього роботодавця, який знаходиться в чеському місті Копрживніце, до фірми, яка тепер називається Ringhoffer Wagenwerke, прихопивши з собою ідеї, таким чином з'явилися автомобілі марки «Татра».
У 1924 році завод перейменовують у Steyr Werke AG. Керівництво зрозуміє, що зробило дурницю, посварившись із Ледвінкою, і відправляє до інженера послів для налагодження дружніх відносин. Проте Ганз відкидає пропозицію фірми, не дивлячись на те, що «Штайр» запропонувала куди більшу зарплату: Ледвінка не має наміру стрибати з місця на місце, йдучи на поступки. Ледвінка створює власне конструкторське бюро в місті Ліц і стає технічним консультантом фірм «Татра» і «Штайр».
При допомозі Ледвінки в 1924 році модернізують модель II, вона отримує індекс V. Машину трохи змінили, вона отримала інший радіатор і додатковий паливний бак, з більш істотних змін  — більш широка колія коліс. Однак машина перебувала у виробництві до 1925 року, коли їй на заміну приходить модель VII 12/50PS: це була та ж модель, тільки зі збільшеним до 50 сил мотором. Машина отримує гальма і на передні колеса. А незабаром 7-ма модель стає першою машиною марки, яка отримує пласку решітку радіатора.
Водночас у тому ж 1925 році Антон Хонсіг, який був головним конструктором фірми після відходу Ледвінки, за допомогою останнього конструює малолітражну модель XII: машина має нові шасі з незалежною задньою підвіскою конструкції Ледвінки; мотор і коробка так само, як і у великих моделей, є єдиним цілим механізмом.

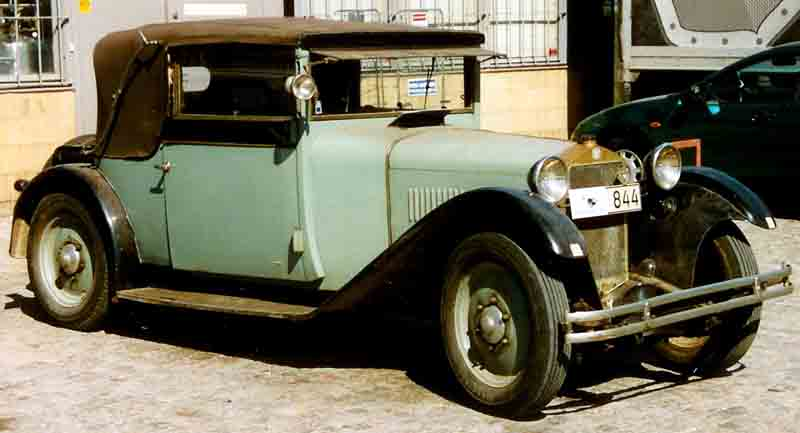
Steyr XII 6/30PS

6-циліндровий мотор мав об'єм 1.6 л і розвивав 30 сил, розганяючи машину до 85 км/год. Ця модель була добре прийнята і журналістами, і покупцями, у підсумку протягом 3 років, коли машина перебувала у виробництві, вдалося продати понад 11 000 автомобілів.
У 1927 році «Штайр» офіційно йде з гонок, але в 1928 році з'являються нові версії моделі VII: 4 л  — 15/80PS і 4.4 л  — 17/100PS. Водночас виходить на ринок модель XVI, яка має новий 4-літровий мотор, але на відміну від спортивних версій він розвиває всього 70 сил. За 2 роки фірма продає всього 400 дорогих автомобілів цієї моделі.
У січні 1929 року у фірму, яка знаходиться на піку своєї слави, приходить на посаду головного інженера Фердинанд Порше, який до того часу вже розійшовся в поглядах з керівництвом «Мерседес-Бенц», тож залюбки прийняв пропозицію австрійської фірми.

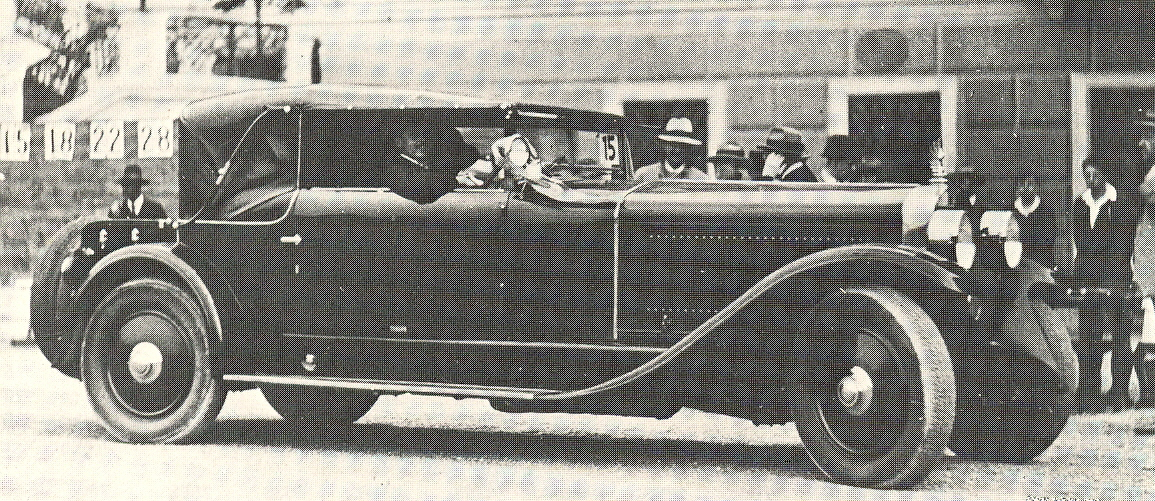
Steyr Austria 21/100PS

Під його керівництвом будується великий і розкішний автомобіль Austria 21/100PS. Машина була представлена в 1929 році й мала піти в серію 1930 року. Це була гордість не тільки фірми, але й Австрії, бо автомобіль був 8-циліндровий, з мотором об'ємом 5.3 л, він розвивав 100 к. сил. Уперше на «Штайр» стояв не моноблочний двигун, а зі знімними головками, задня підвіска була незалежною, гальма фірми «Локхід» були гідравлічними й діяли на всі колеса.
Однак вибухнула економічна криза, і фірмі «Штайр» було вказано зверху (головним акціонером обох компаній був австрійський банк Österreichische Credit-Anstalt) прийти на допомогу фірмі Austro-Daimler, яка вже мала у виробничій програмі 8-циліндрову модель ADR8, тож, побудувавши всього 3 автомобіля моделі «Австрія», фірмі «Штайр» довелося відмовитися від свого флагмана. Ображений Фердинанд Порше йде з фірми і засновує своє конструкторське бюро.
У тому ж 1929 році на зміну XII приходить модель ХХ. Нова машина отримує незалежну задню підвіску і 2-літровий мотор, який розвивав 40 сил.
Однак вирувала криза, яка ледь не погубила фірму: 1929 року фірма випустила 5000 автомобілів, але залишилася маса нерозпроданих екземплярів, і в 1930 році завод за весь рік виготовляє всього 12 машин, з них 8 машин нової серії ХХХ, яку почав розробляти ще Фердинанд Порше.

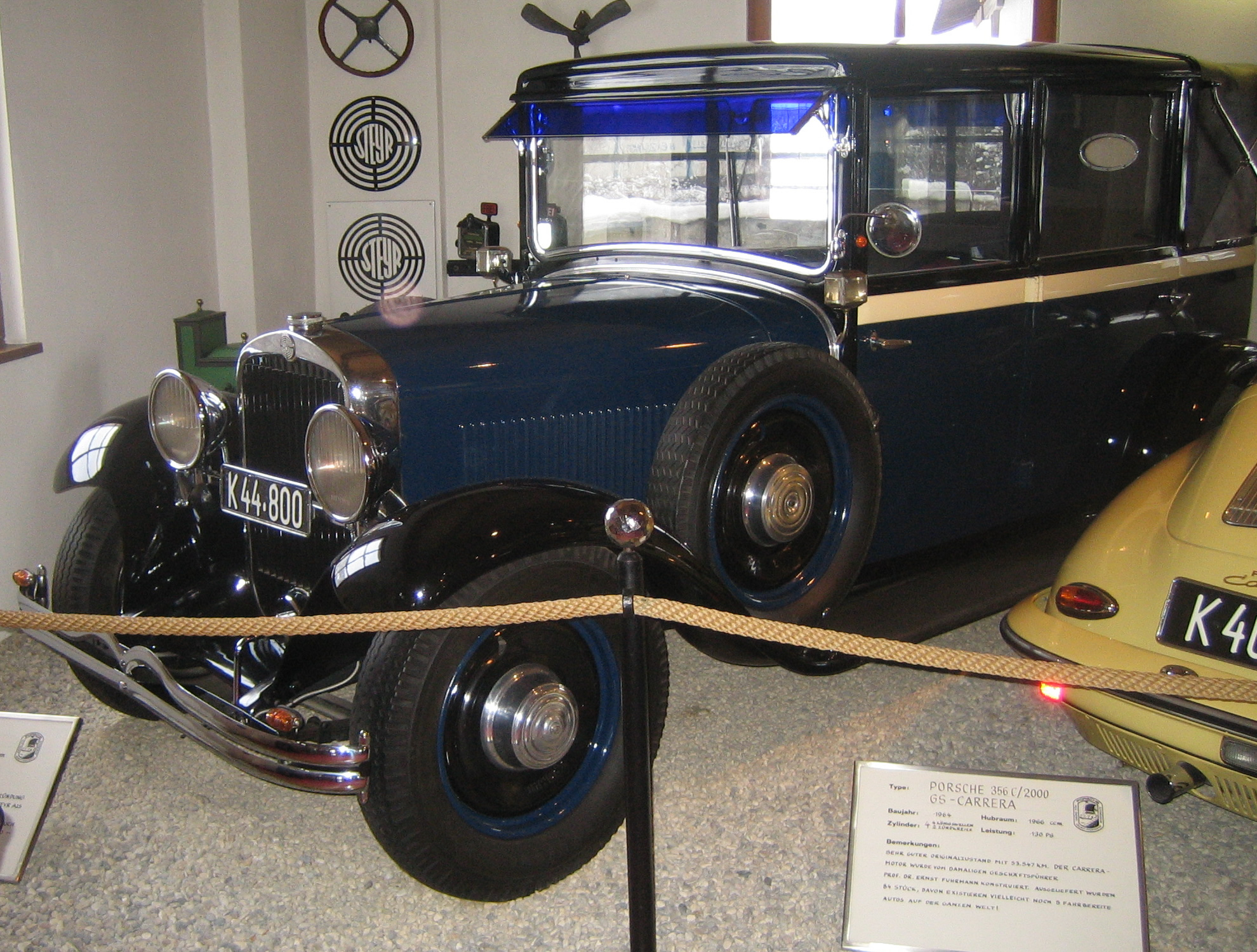
Steyr 30 Taxameter 45 8/40PS

Модель 30/ХХХ почав конструювати Порше, але довів до кінця новий конструктор фірми  — Еншке. Це був автомобіль, який замінив серію ХХ, що не пробула у виробництві й року: мотор мав об'єм 2.1 л і розвивав ті ж 40 сил, що й попередник, хоча двигун був побудований з нижнім розподільчим валом на відміну від автомобілів, які ще з часів Ледвінки мали верхній розподільчий вал; цей мотор мав таку новинку, як силуміновий картер і 8-опорний колінчастий вал. Усередині машина була непогано оснащена, в базовому варіанті були освітлення салону, прикурювач і попільничка. На базі цієї моделі були побудовані автомобілі для таксі Steyr 30 Taxameter 45. У найважчий кризовий 1930 рік їх продали 8 штук.

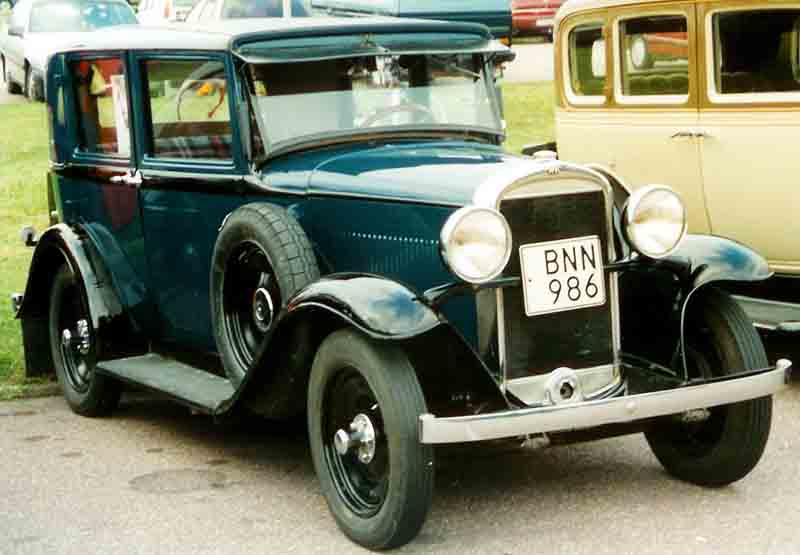
Steyr 4,5/22PS

У 1931 році, щоб вийти нарешті з кризи, фірма «Штайр» підписує угоду з фірмою «Опель» про ліцензійне виробництво його дешевої моделі 12В. Варіант фірми «Штайр» мав позначення 4,5/22PS і прізвисько в народі «Stopel», що означало «пробка»/«затичка». Проте вдалося продати 496 автомобілів, фірма змогла потихеньку стати на ноги, до кінця 1932 року ліцензію не продовжили, бо «Штопель» був дешевкою: справа в тому, що люди, які могли собі дозволити дуже дешевий автомобіль, не хотіли, щоб доступне авто виглядало, як відверта дешевка.
Окрім цього, зростають продажі моделі 30, яких протягом 1931 року реалізовують у кількості 2196 автомобілів, тобто продажі виросли в 550 разів.
У 1932 році відбувається незначна модернізація серії 30. З'являються такі моделі: 30E, вона ж 130 — це була та ж модель 30 1930 року; 30S, вона ж 230  — мала той же мотор і коробку, правда, мотор був форсований до 45 сил, але у 230 була збільшена довжина кузова майже на 32 см при тій же базі, що й у 130; модель 30SL, або 330. Останній варіант мав той же мотор, що і 230, але база була збільшена на 28 см, і довжина кузова досягала 4.66 м — цей варіант будувався тільки з кузовом лімузин і мав 3 ряди сидінь. Цих «топових» варіантів побудували за 2 роки 55 автомобілів, на відміну від 990 автомобілів, випущених на коротких базах.

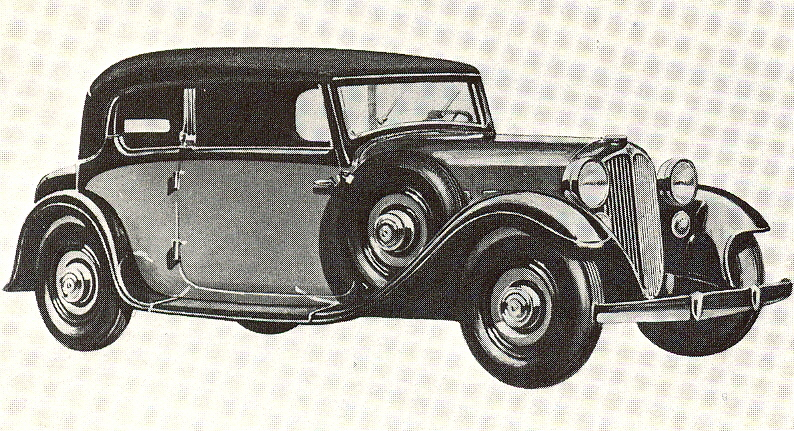
Steyr 430

Через рік на базі моделі 30 з'являється нова модель — 430. База автомобіля залишилася та ж, але змінився дизайн кузова, він став більш округлим. Модель 430 мала цілий ряд кузовів — від відкритих родстерів до закритих лімузинів.
У 1934 році фірми «Аутро-Даймлер-Пухверке» і «Штайр Верке АГ» об'єднуються і створюють фірму Steyr-Daimler-Puch. Автомобілі марки «Аустро-Даймлер» у травні 1935 року зникнуть в анналах історії, а тим часом після об'єднання під маркою «Штайр» з'являється нова серія автомобілів — 100.

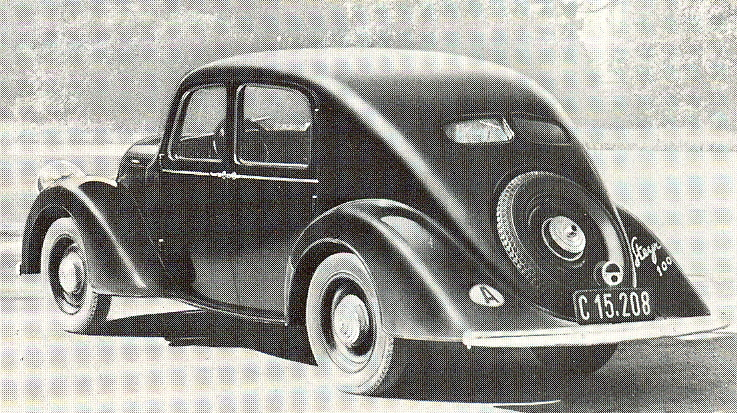
Steyr 100

100 — маленький «Штайр», був розроблений Еншке, який через рік піде працювати у фірму «Адлер». А поки він сконструював 4-циліндровий 1.4 л автомобіль, який має штамповану легку раму, незалежну підвіску всіх коліс. Незважаючи на свій слабосильний мотор у 32 к.с., за машиною закріпилася слава надійного автомобіля, який «не пасує» в альпійських дорогах, тобто не перегрівається на підйомах та й завдяки малій вазі здатний тягти себе в гори.

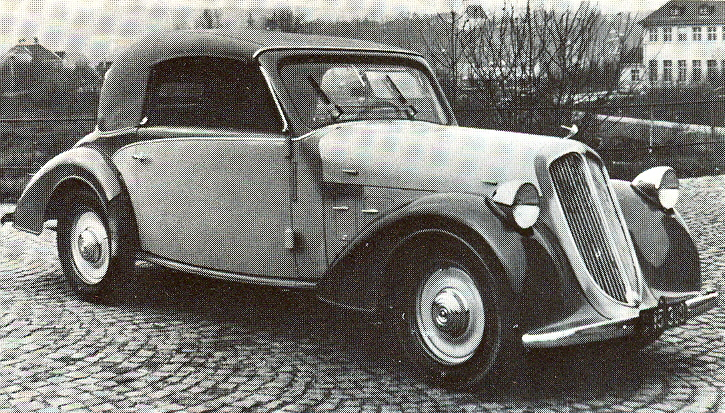
Steyr 120

У той же час у серію йде автомобіль, який трохи більший за габаритами, ніж модель 430, але мотор, який має також 6 циліндрів, розточений до 2-х літрів і розвиває 50 сил. Стилістично машина повторює дизайн більш дрібної серії 100.
У 1935 році на зміну 430 приходить 530: машина побудована на базі 30SL/330, тобто її база довша стандартної, кузов збільшився на 60 см порівняно з попередницею, мотор збільшують до 2.3 л і з нього знімають уже 55 сил  — машина повинна стати топовою в модельному ряду фірми у зв'язку із зникненням автомобілів марки «А-Д».
1936 рік стає найпродуктивнішим за представленням нових або оновлених моделей.

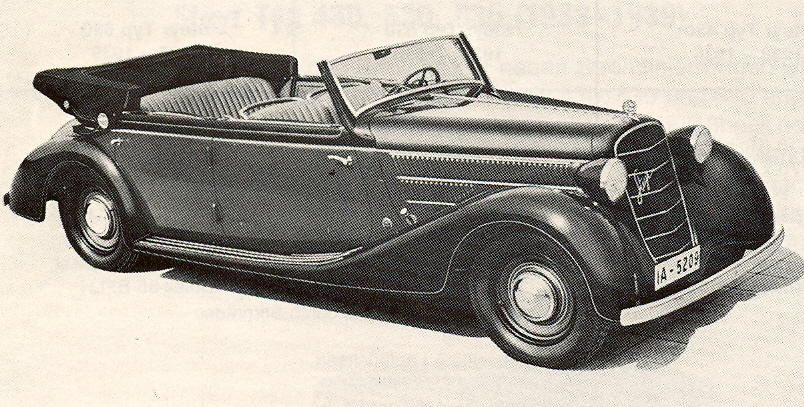
Steyr 630

По-перше, модель 530 змінює більш крупна 5-метрова модель 630, яка має той же мотор, що й попередня модель  — машина залишається флагманом фірми до початку Другої світової війни.
По-друге, оновлюють серії 100, збільшують колію на 10 см, ставлять більш крупний мотор об'ємом 1.5 л і потужністю 35 сил — таким чином з'являється модель 200. У машині поліпшують інтер'єр салону і збільшують заднє скло.
По-третє, більш велику серію 120 також модернізують, знову збільшують колію на 10 см, ставлять більш потужний мотор об'ємом 2.1 л потужністю 50 сил  — ця модель іде тільки на експорт, головним чином до Німеччини, де продається як «Штайр 125 Супер». Усього продали 200 таких автомобілів.
Але головна новинка — «Штайр 50», або, як його ще називали, Steyr-Baby. Це була маленька машинка, яку сконструював Карл Еншке ще в листопаді 1935 року, до того як піти в «Адлер». Машина оснащувалася 4-циліндровим 1 л мотором потужністю 22 сили, коробка передач була 4-ступінчастою, а підвіска всіх коліс — незалежною, деякі називали автомобіль виродком, але він мав попит на ринку. Не дивлячись на те, що машинка була дешевою, вона непогано оснащувалася, так, наприклад, можна було замовити 2-кольорове забарвлення кузова, хромовані бампери, хромовані поручні на передніх сидіннях, також мався датчик рівня палива і тахометр.
1937 року на модель 125 встановлюють новий двигун об'ємом 2.3 л і потужністю 55 сил, вона отримала новий індекс — 220. Через рік відбувається оновлення моделі 50, вона отримує новий індекс — 55, разом з ним і збільшений до 1.1 л мотор потужністю в 25 сил і додає у довжині на 6 см. Виробництво всіх автомобілів припиняється в 1940 році. До речі, за цей час фірма встигла випустити 13 000 маляток серії 50/55.
У 1940 році фірма відновлює виробництво того, з чого починала 80 років тому, тобто зброї, але, окрім цього, завод випускає і військову транспортну техніку. До речі, директор фірми Георг Мейндл був першим німецьким промисловцем, який почав використовувати рабську працю ув'язнених концтаборів. Спочатку «працівників» привозили з табору, розташованого в Маутхаузена-Гузен, але Мейндл у 1942 році пише листа керівництву СС з проханням побудувати табірні бараки безпосередньо поруч із заводськими територіями для зменшення транспортних витрат з доставки робочої сили. Прохання було виконано. Незабаром слідом за «Штайр» використовувати рабську працю стали і німецькі фірми, зокрема «Мерседес-Бенц» і «МАN». Під час війни Фердинанд Порше конструює гусеничну техніку для фірми «Штайр», наприклад, такі як Steyr RSO Raupenschlepper Ost.

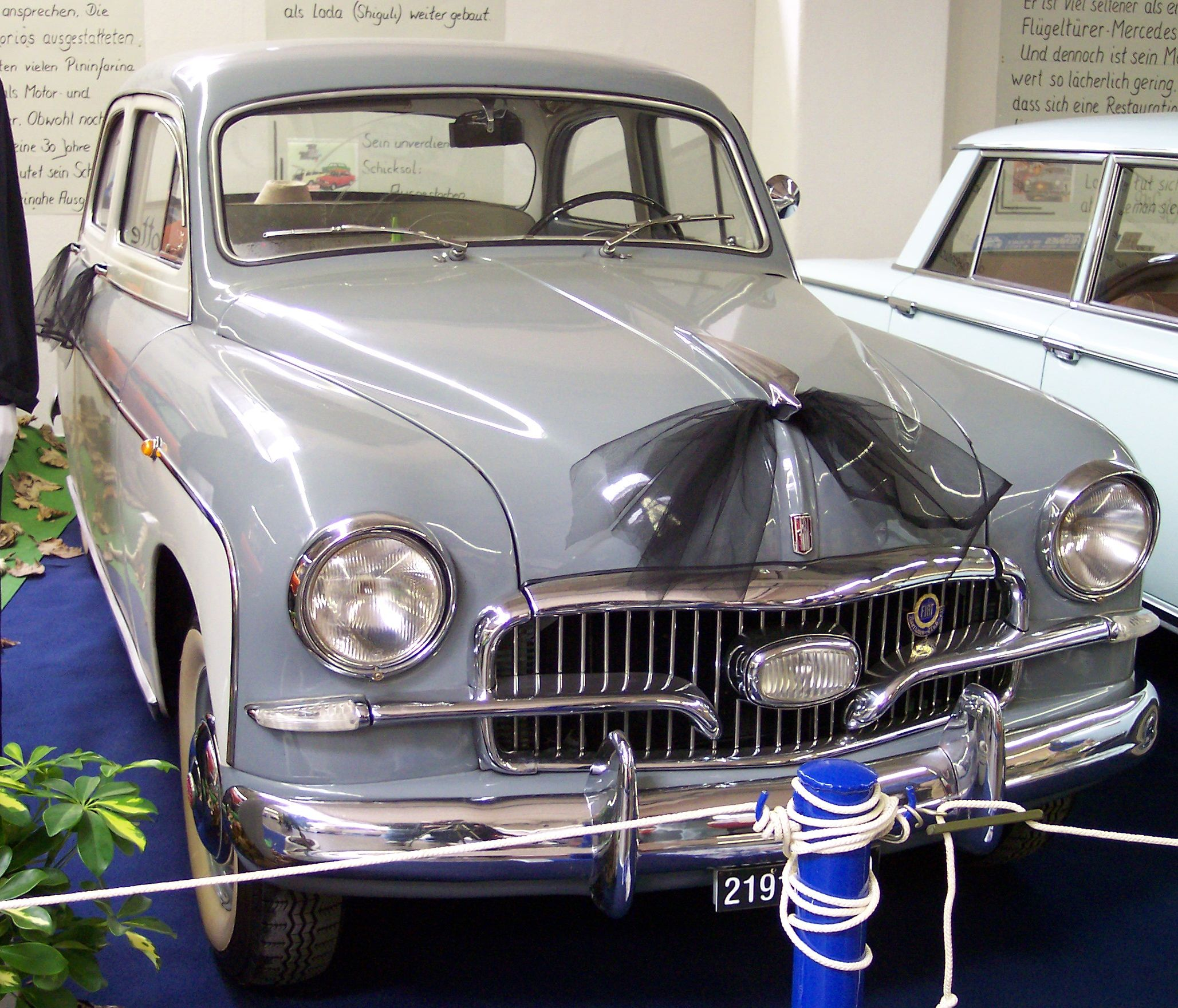
Steyr 2000

Після війни завод вирішує повернутися до виробництва мирної техніки, спочатку мають намір воскресити серію 50/55, а також ряд прототипів, які були побудовані ще в 1940 році. Зокрема «Штайр 70», який мав обтічний дизайн кузова, але на нього планувалося ставити V8 3.5 л повітряного охолодження, який сконструював Порше, і який використовувався на військовій техніці. Також планувалося випускати «Штайр 60» з V4 об'ємом 1.8 л, проте далі прототипів справа не пішла. У 1948 році «Штайр-Даймлер-Пух» підписують угоду з фірмою «ФІАТ» про виробництво їхніх автомобілів — з 1949 по 1952 рік фірма випускає «ФІАТ 1100», 1400 і 500С під маркою «Фіат-Штайр». Однак у 1952 році на базі «ФІАТ 1900» «Штайр» починає випускати автомобіль, який продається як «Штайр 2000». Кузов автомобіля був від «Фіат 1900», але мотор був конструкції фірми SDP, який агрегатувався з коробкою передач фірми «ФІАТ». Залежно від форсування, мотори розвивали від 65 до 85 сил, підвіска була також конструкції фірми «Штайр». У 1957 році з'явилася версія з 2.3 л мотором, потужністю 95 сил — «2300 Спорт».

## Припинення виробництва автомобілів Steyr
У 1957 році виробництво автомобілів переноситься на потужності заводу Puch, які знаходяться в місті Грац.

## Компанія Puch
Йохан Пух у 1889 році влаштувався працювати в велосипедну фабрику «Fahrradfabrikation Strauchergasse 18 a», а через 10 років засновує власне підприємство — J. Puch — Erste steiermärkische Fahrrad-Fabriks-AG. Тоді ж він починає будувати мотоцикли, а в 1901 році каталог продукції поповнюється двигунами.

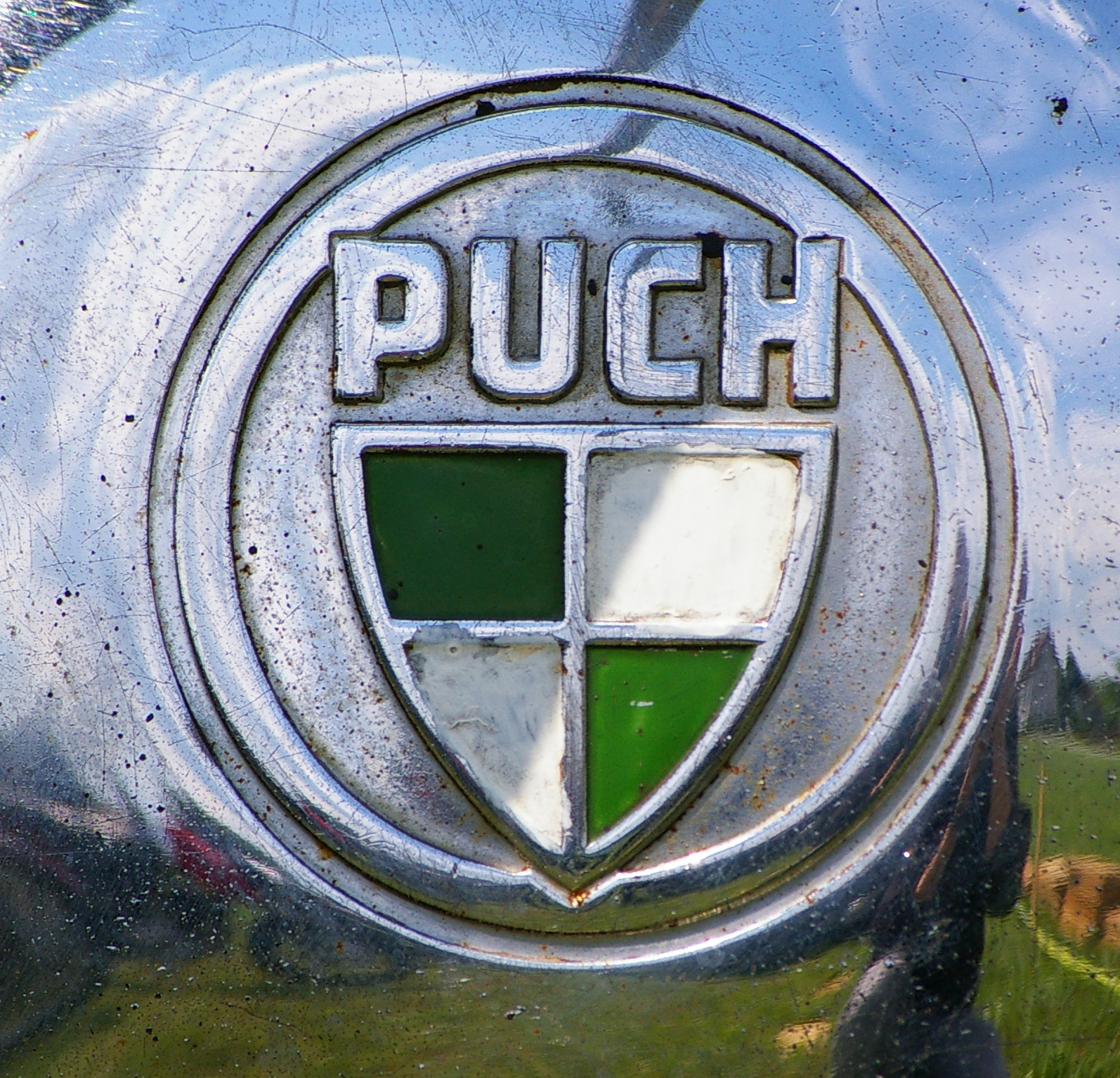
Логотип Puch

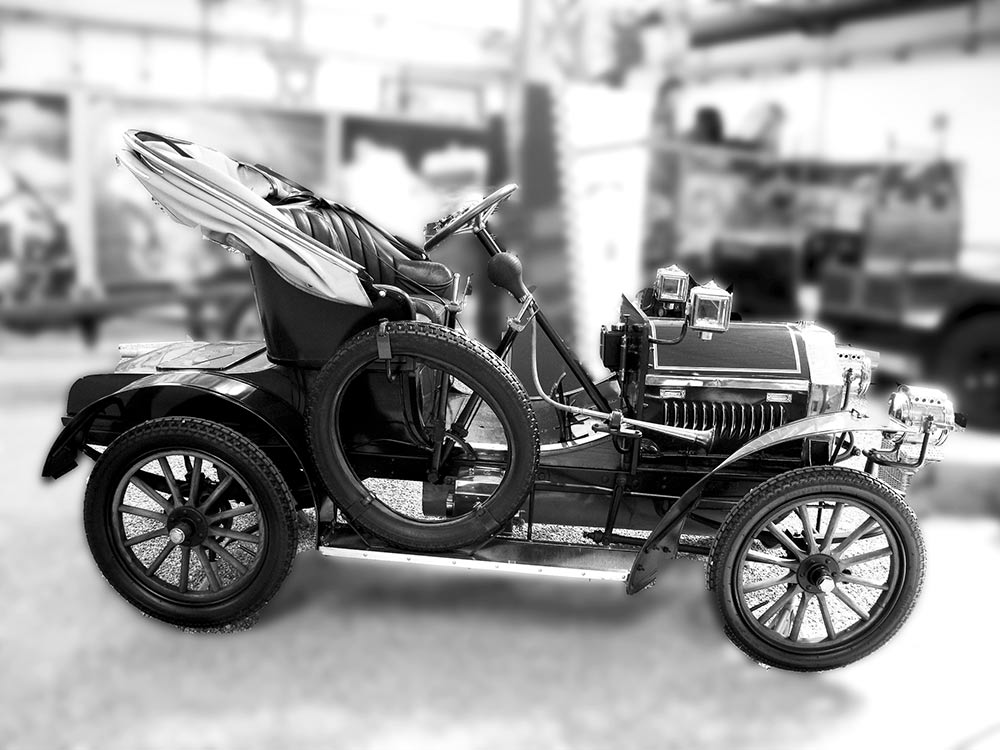
Puch 8/9PS

Через 3 роки Пух вирішує вийти на автомобільний ринок, до 1906 року запрошений інженер Карл Слефогт будує перший автомобіль фірми — 8/9PS. Він був 2-циліндровим. A вже через рік з'являються 4-циліндрові автомобілі серії 12/18PS.
У 1909 році 4-літровий автомобіль марки «Пух» ставить світовий рекорд на максимальну швидкість — машина розвиває 130,4 км/год.
У 1912 році з'являється модель з мотором 3.5 л — VII 28/38PS.
Під час Першої світової «Пух» поставляє в Австро-Угорську армію транспортну техніку — велосипеди й мотоцикли, а також нечисленні автомобілі.
У 1919 році фірма «Пух» випустила дві моделі автомобілів: «Тип 12» з 1.6 л 4-циліндровим мотором і гоночний 40/45PS, який, однак, не приніс успіху фірмі. 1923 року фірма «Пух» повністю переключилася на виробництво велосипедів і мотоциклів. А в 1928 році фірма об'єдналася з фірмою Austro-Daimler.

## Автомобілі Steyr-Puch
Автомобілі з емблемою «Пух» не випускалися аж до 1957 року, коли автомобільне виробництво концерну було перенесено в Грац на завод фірми Puch.

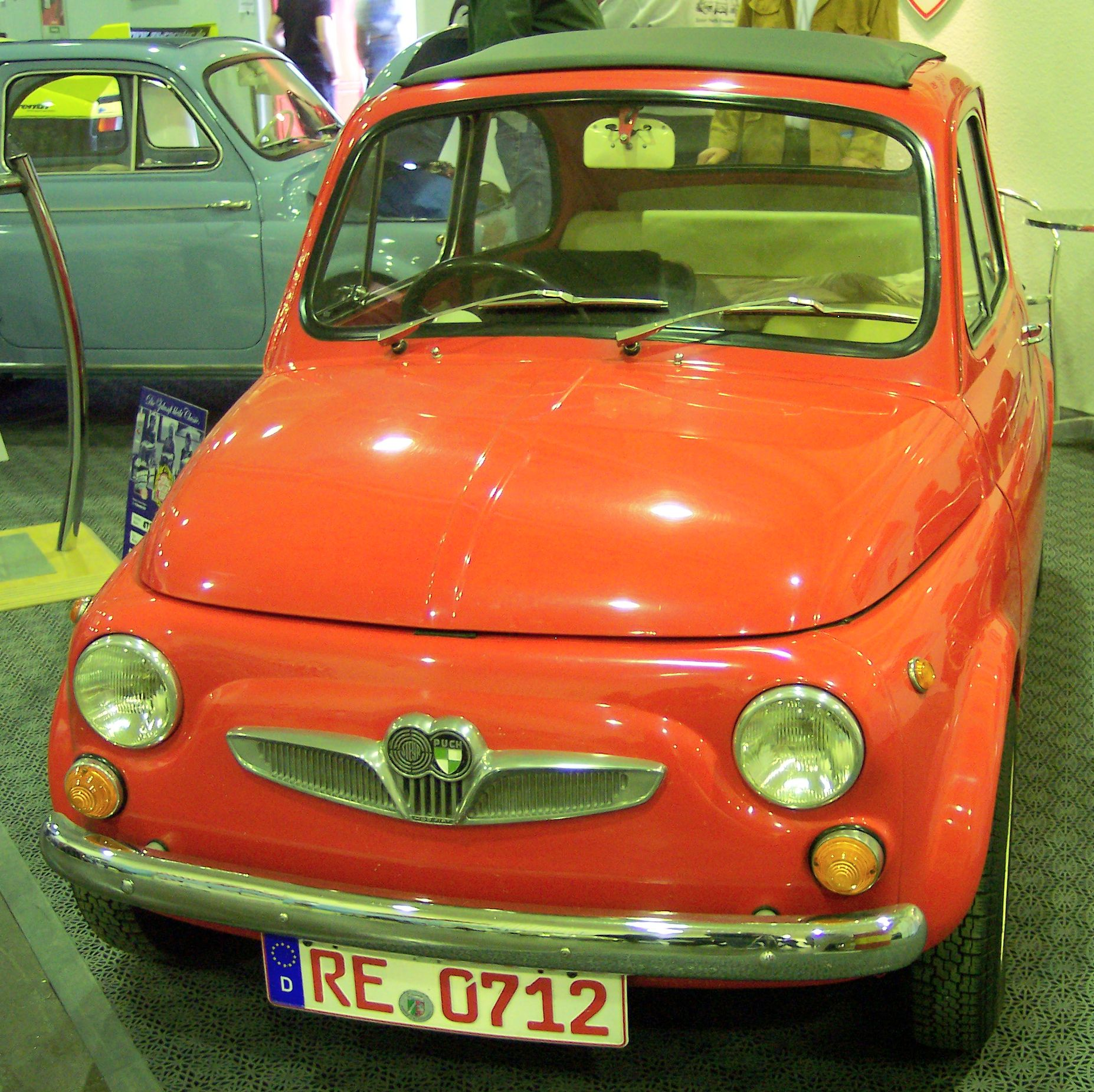
Steyr-Puch 500

Це був Steyr-Puch 500, кузов автомобіля був копією Fiat Nuova 500, а ось двигун розробив син Фердинанда Порше Феррі Порше. Це був 2-циліндровий боксер об'ємом 500 кубів; цікаво, він працював куди рівніше, ніж фіатівський мотор, і до того ж був надійнішим, хоча видавав усього 16 сил.
У 1959 році машинку модернізували, на них стали ставити м'який люк, ці машини отримали індекс D, а варіант DL до всього іншого отримав форсований моторк потужністю 20 сил. Ці машини поставлялися не тільки до Німеччини, але і в Японію і США, а в Фінляндії ці машини продавалися через дилерів фірми Sisu.

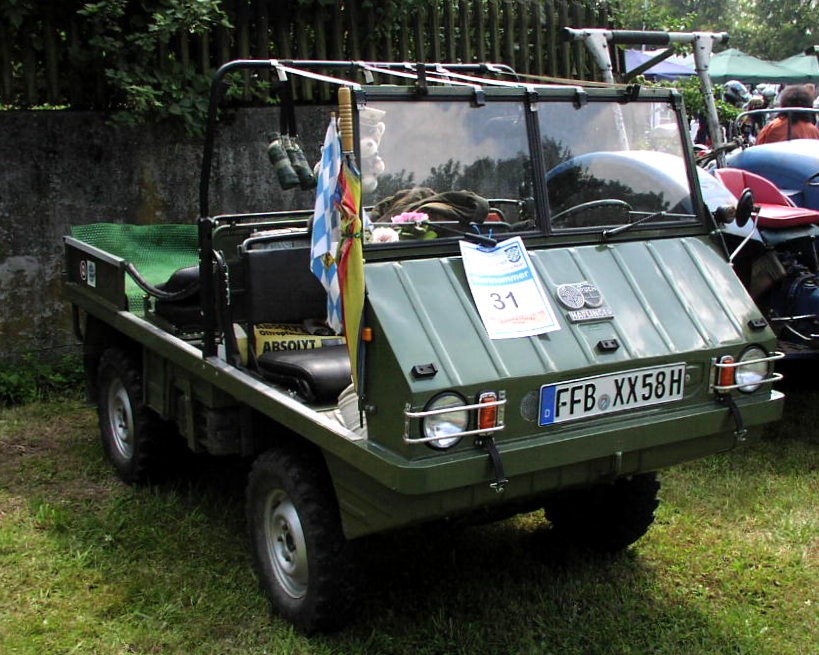
Steyr-Puch Haflinger

У 1959 році Ледвінка, але цього разу не Ганз, а його син Еріх, будує повнопривідний легкий автомобіль для потреб військових і поліції — його мотор має об'єм 640 кубів і 2 циліндра. Цей автомобіль незабаром дуже швидко завоював симпатію не тільки у поліцаїв і солдатів, але і в цивільного населення в усіх країнах світу: крім відкритого кузова, можна було купити й автомобілі зі склопластиковою кабіною.
1960 року на базі моделі Steyr-Puch 500 з'явився кузов універсал — Steyr-Puch 700, його мотор був запозичений у «Хафлінгера» і розвивав 20-25 сил.

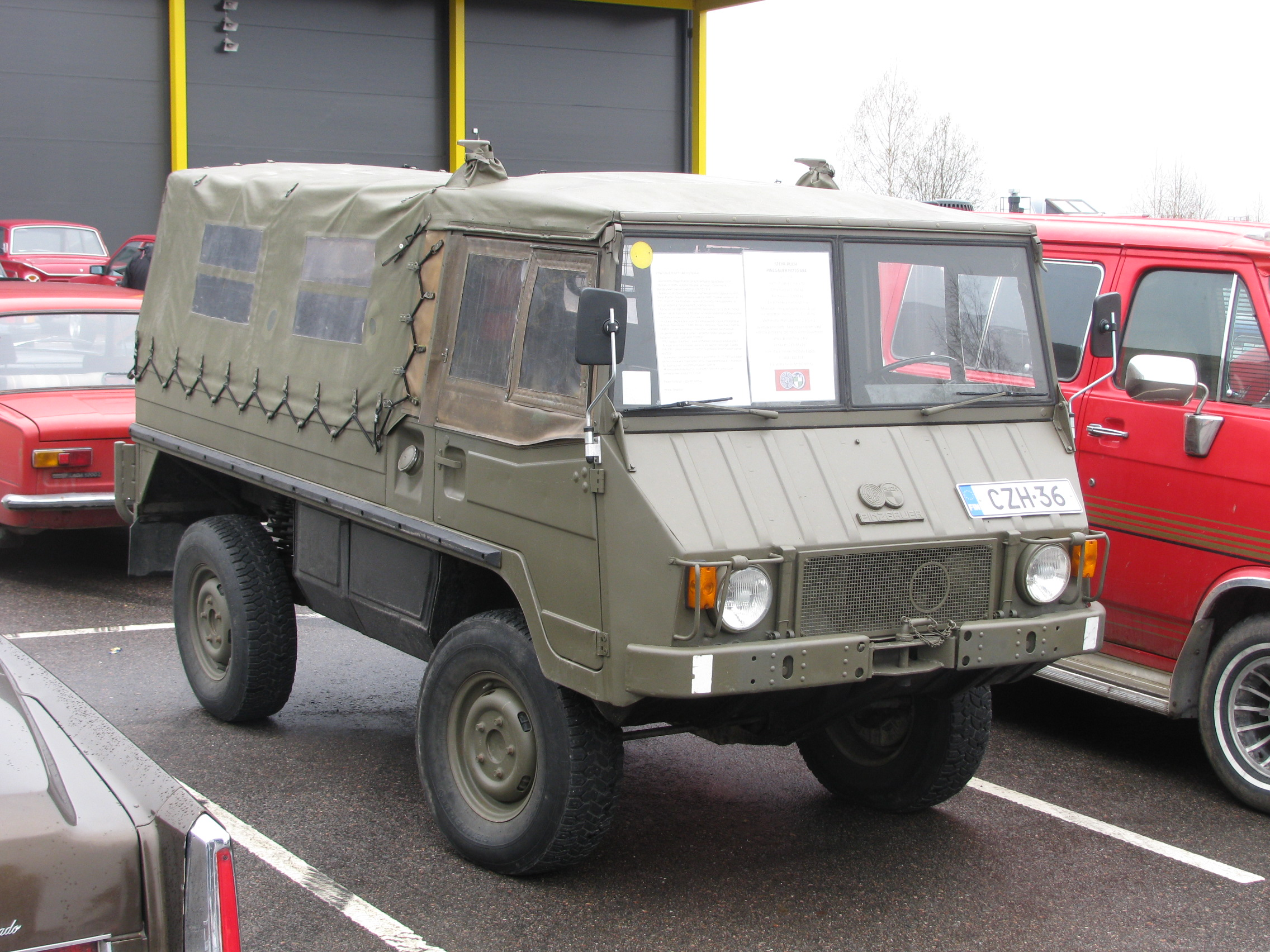
Steyr-Puch Pinzgauer

У 1961 році з'являється крупніший позашляховик — «Пінзгауер». Цю машину також розробив Еріх Ледвінка. «Пінзгауер» на відміну від «Хафлінгера», мав передньомоторне компонування. Залежно від замовлення машина могла мати 2 (710, пізніше 716) або 3 (712, пізніше 718) мости. Двигуни спочатку були бензинові об'ємом 2.5 л, пізніше з'явилися 2.7 л, потужністю від 85 до 105 сил. В основному ці машини йшли військовим. Їх випуск припинився в 2000 році.
У 1962 році виходить на ринок оновлений легковик — «Штайр-Пух 650». Мотор збільшений на 20 кубів, тобто до 660, а спортивні версії цієї машини розвивають до 41 к.с., у той час як цивільний варіант задовольняється все тими ж 20 к.с.
У 1966 році поляк Собеслав Засада отримав чемпіонський титул у групі G2 на Міжнародному чемпіонату світу з ралі, виступав він на Steyr-Puch 650 TR II.
Останньою малолітражкою фірми став «Штайр-Пух 126». Він мав кузов «Фіат 126», але мотор був 660-кубовий, відомий ще з моделі 650. Машина розвивала 25 сил і випускалася з 1973 по 1975 рік.
Але найвідоміша машина, яку сконструювали інженери Steyr-Daimler-Puch і яка досі випускаються на заводах фірми «Пух» у Граці — Puch G, або більш відомий як Mercedes-Benz G-Klasse.

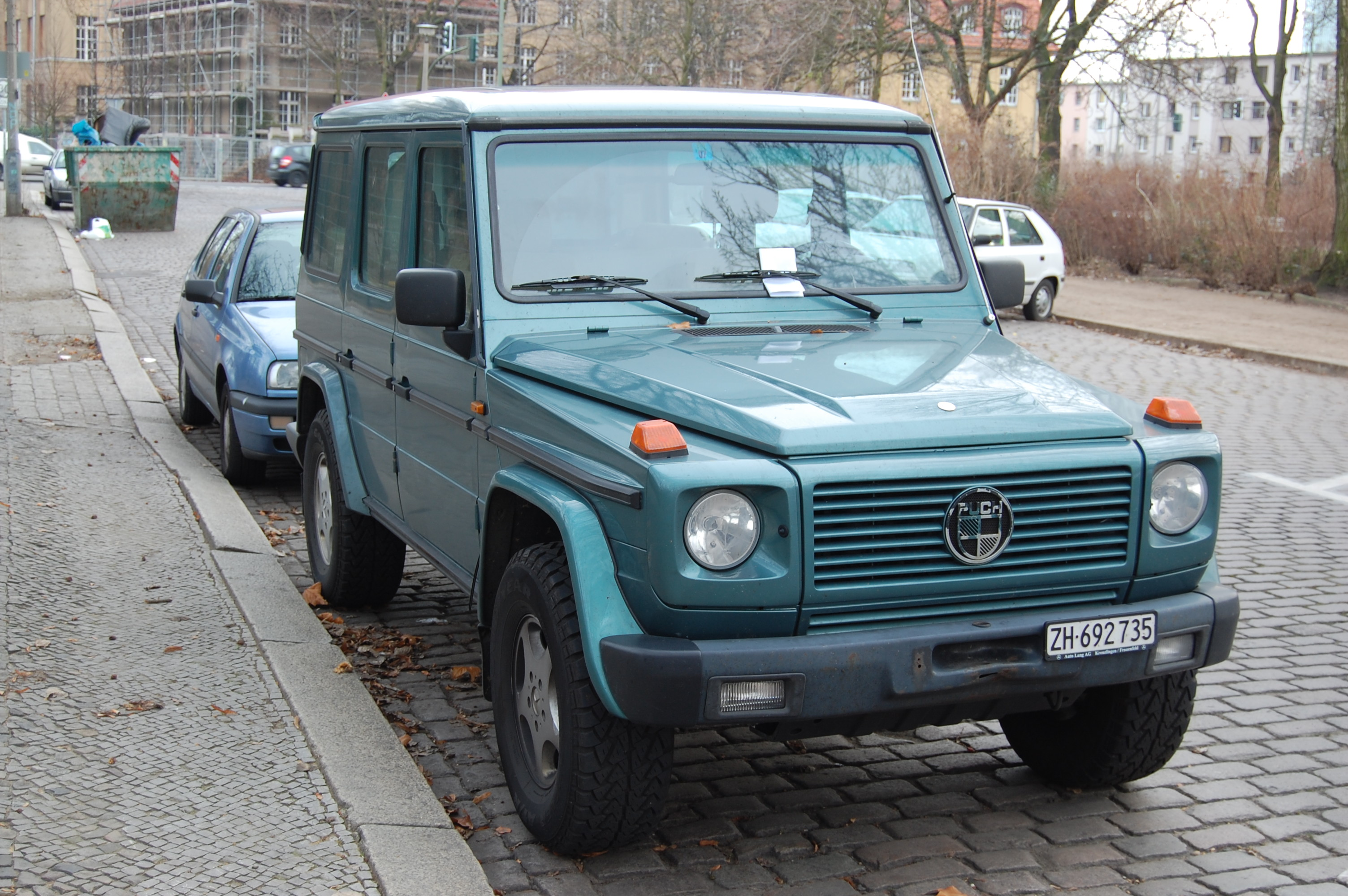
Puch G

Цю машину почали проєктувати ще в 1972 році на замовлення іранського шаха, але незабаром машину запропонували європейським арміям — уперше готову машину представили в 1979 році. Тепер ці машини мають переважно 3-променеву емблему, але ще можна купити і Puch G, зокрема з потужними моторами фірми «АМГ», але тільки в Австрії та Швейцарії.
У 1998 році виробництво військової техніки було продано австрійському інвестору, який назвав його Steyr-Daimler-Puch Spezialfahrzeug GmbH (SSF). У 2003 році SSF було продано американській компанії General Dynamics, виробнику оборонного обладнання, і General Dynamics Land Systems.

## Компанія Magna Steyr
На сьогодні, з 2001 року, існує фірма MAGNA STEYR Fahrzeugtechnik AG & Co KG, яка продовжує випускати легкові автомобілі на заводах у місті Грац, правда вони вже давно не несуть на собі емблему Steyr-Puch. У різний час на потужностях заводу випускалися такі машини як VW Transporter T3 4x4, VW Golf Country, довгобазі Audi V8L та американські авто для європейського ринку: Jeep Grand Cherokee, Jeep Commander, Chrysler Voyager/Grand Voyager, Chrysler 300C, а ще — повнопривідні «Мерседеси Е-класу» , кабріолети «Сааб 9-3» передостаннього покоління, хоча до цього їх виготовляли на «Валмет» у Фінляндії, німецький «БМВ Х3» також виготовлялися на заводах «Пух».
Нині з воріт заводу виходять такі автомобілі: Peugeot RCZ, Mini Countryman і Aston Martin Rapide.

## Список легкових автомобілів Steyr
- 1916 — Steyr II
- 1921 — Steyr IV
- 1922 — Steyr VI Klausen Sport
- 1924 — Steyr V
- 1925 — Steyr VII
  - Steyr XII
- 1927 — Steyr XVI
- 1929 — Steyr Austria
  - Steyr XX
- 1930 — Steyr XXX
- 1931 — Steyr 4,5/22PS
- 1932 — Steyr 130
  - Steyr 230
  - Steyr 330
- 1933 — Steyr 430
- 1935 — Steyr 100
  - Steyr 530
- 1936 — Steyr 630
  - Steyr 200
  - Steyr 125
  - Steyr 50
- 1937 — Steyr 220
- 1938 — Steyr 55
- 1952 — Steyr 2000
- 1957 — Steyr 2300 Sport

## Список автомобілів Steyr-Fiat
- 1949 — Steyr-Fiat 1100
  - Steyr-Fiat 1400
  - Steyr-Fiat 500C

## Список автомобілів Puch
- 1906 — Puch 8/9PS
- 1907 — Puch 12/18PS
- 1912 — Puch VII
- 1919 — Puch XII
  - Puch 40/45PS
- 1979 — Puch G

## Список автомобілів Steyr-Puch
- 1957 — Steyr-Puch 500
- 1959 — Steyr-Puch 500D
  - Steyr-Puch 500DL
  - Steyr-Puch Haflinger
- 1960 — Steyr-Puch 700
- 1961 — Steyr-Puch Pinzgauer
- 1962 — Steyr-Puch 650
- 1973 — Steyr-Puch 126